# Andorranische Fußballnationalmannschaft (U-17-Junioren)
Die andorranische Fußballnationalmannschaft der U-17-Junioren ist die Auswahl andorranischer Fußballspieler der Altersklasse U-17. Sie repräsentiert die Federació Andorrana de Futbol auf internationaler Ebene, beispielsweise in Freundschaftsspielen gegen die Auswahlmannschaften anderer nationaler Verbände, aber auch bei der Qualifikation zu internationalen Turnieren wie der Europameisterschaft bzw. der Weltmeisterschaft. Nach Aufnahme des andorranischen Verbandes in die FIFA 1995 tritt seit Mitte der 1990er die Juniorenauswahl zu offiziellen Länderspielen an, bis dato gelang keine Qualifikation für die entsprechenden Endrunden. Vor einer Umstellung der Altersklassen nahm dabei bis 2001 die andorranische U-16-Nationalmannschaft an der Qualifikation zu den Europameisterschaftswettbewerben teil. 

## Teilnahme an U-17-Europameisterschaften
| 1995 | nicht teilgenommen |
| 1996 | nicht teilgenommen |
| 1997 | nicht teilgenommen |
| 1998 | nicht qualifiziert |
| 1999 | nicht qualifiziert |
| 2000 | nicht qualifiziert |
| 2001 | nicht qualifiziert |
| 2002 | nicht qualifiziert |
| 2003 | nicht qualifiziert |
| 2004 | nicht qualifiziert |
| 2005 | nicht qualifiziert |
| 2006 | nicht qualifiziert |
| 2007 | nicht qualifiziert |
| 2008 | nicht qualifiziert |
| 2009 | nicht qualifiziert |
| 2010 | nicht qualifiziert |
| 2011 | nicht qualifiziert |
| 2012 | nicht qualifiziert |
| 2013 | nicht qualifiziert |
| 2014 | nicht qualifiziert |
| 2015 | nicht qualifiziert |
| 2016 | nicht qualifiziert |
| 2017 | nicht qualifiziert |
| 2018 | nicht qualifiziert |
| 2019 | nicht qualifiziert |
| 2022 | nicht qualifiziert |
| 2023 | nicht qualifiziert |
| 2024 | nicht qualifiziert |

## Teilnahme an U-17-Weltmeisterschaften
| 1997 | nicht teilgenommen |
| 1999 | nicht qualifiziert |
| 2001 | nicht qualifiziert |
| 2003 | nicht qualifiziert |
| 2005 | nicht qualifiziert |
| 2007 | nicht qualifiziert |
| 2009 | nicht qualifiziert |
| 2011 | nicht qualifiziert |
| 2013 | nicht qualifiziert |
| 2015 | nicht qualifiziert |
| 2017 | nicht qualifiziert |
| 2019 | nicht qualifiziert |
| 2023 | nicht qualifiziert |